# 小行星22942
小行星22942（22942 Alexacourtis）是一颗绕太阳运转的小行星，为主小行星带小行星。该小行星于1999年10月19日发现。

## 轨道参数
小行星22942的轨道半长轴为406 022 000 km，2.7140508 UA，离心率为0.101。